# Apurímaque (região)

Localização.

Apurímaque (Apurímac) é uma das 25 regiões do Peru, sua capital é a cidade de Abancay.

## Províncias (capital)

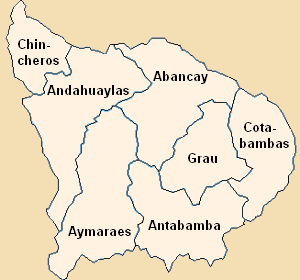
Província de Apurímaque

1. Abancay (Abancay)
2. Andahuaylas (Andahuaylas)
3. Antabamba (Antabamba)
4. Aymaraes (Chalhuanca)
5. Chincheros (Chincheros)
6. Cotabambas (Tambobamba)
7. Grau (Chuquibambilla)